# 鎌ヶ谷観光バス
鎌ヶ谷観光バス有限会社（かまがやかんこうバス、英: Kamagaya Kanko Bus Co., Ltd.）は、千葉県鎌ケ谷市に本社を置くバス事業者。本業である貸切バス事業のほか、乗合バス事業および特定バス事業、旅行業を営む。
商号の表記は「ヶ」が小さい「鎌ヶ谷観光バス」が正式名称である。
全国旅行業協会および千葉県旅行業協会会員。公益社団法人日本バス協会傘下の千葉県バス協会の会員にはなっていない。
鎌ケ谷市のコミュニティバス「ききょう号」の運行を受託する。2024年9月末までは住民参加型路線「生活バスちばにう」の運行を担当していた。

## 沿革
- 1976年（昭和51年）10月 - 鎌ヶ谷中古車センター有限会社として設立[1]。
- 1978年（昭和53年）9月 - レンタカー業の許可を受ける[1]。
- 1982年（昭和57年）1月 - 有限会社鎌ヶ谷オートセンターへ商号変更[1]。
- 1983年（昭和58年）8月 - 鎌ヶ谷オート有限会社へ商号変更[1]。
- 1994年（平成6年）3月 - 特定旅客自動車運送事業免許を受ける[1]。
- 1997年（平成9年）
  - 7月 - 一般貸切旅客自動車運送事業免許を受ける（車両限定）。
  - 8月 - 鎌ヶ谷観光バス有限会社へ商号変更[1]。レンタカー部門廃止[1]。
- 1998年（平成10年）12月 - 一般貸切旅客自動車運送事業の車両限定解除[1]。
- 2002年（平成14年）
  - 3月 - 国内旅行業免許を受ける[1]。
  - 4月 - 旅行業事業開始[1]。
- 2007年（平成19年）
  - 1月 - 本社営業所を現在地へ移転[1]。
  - 4月 - 一般乗合旅客自動車運送事業免許を受ける[1]。鎌ケ谷市からコミュニティバス「ききょう号」を受託開始[1]。
- 2014年（平成26年）6月9日 - 生活バスちばにうの運行を開始。
- 2024年（令和6年）9月30日 - 生活バスちばにう全路線を廃止、コミュニティバス「ききょう号」を除く乗合バス事業から撤退[5][6][7]。

## 現行路線

### 受託運行路線

「ききょう号」西線
（トヨタ・ハイエース）

- 鎌ケ谷市コミュニティバス「ききょう号」西線、西線2[4]

## 廃止路線

### 生活バスちばにう

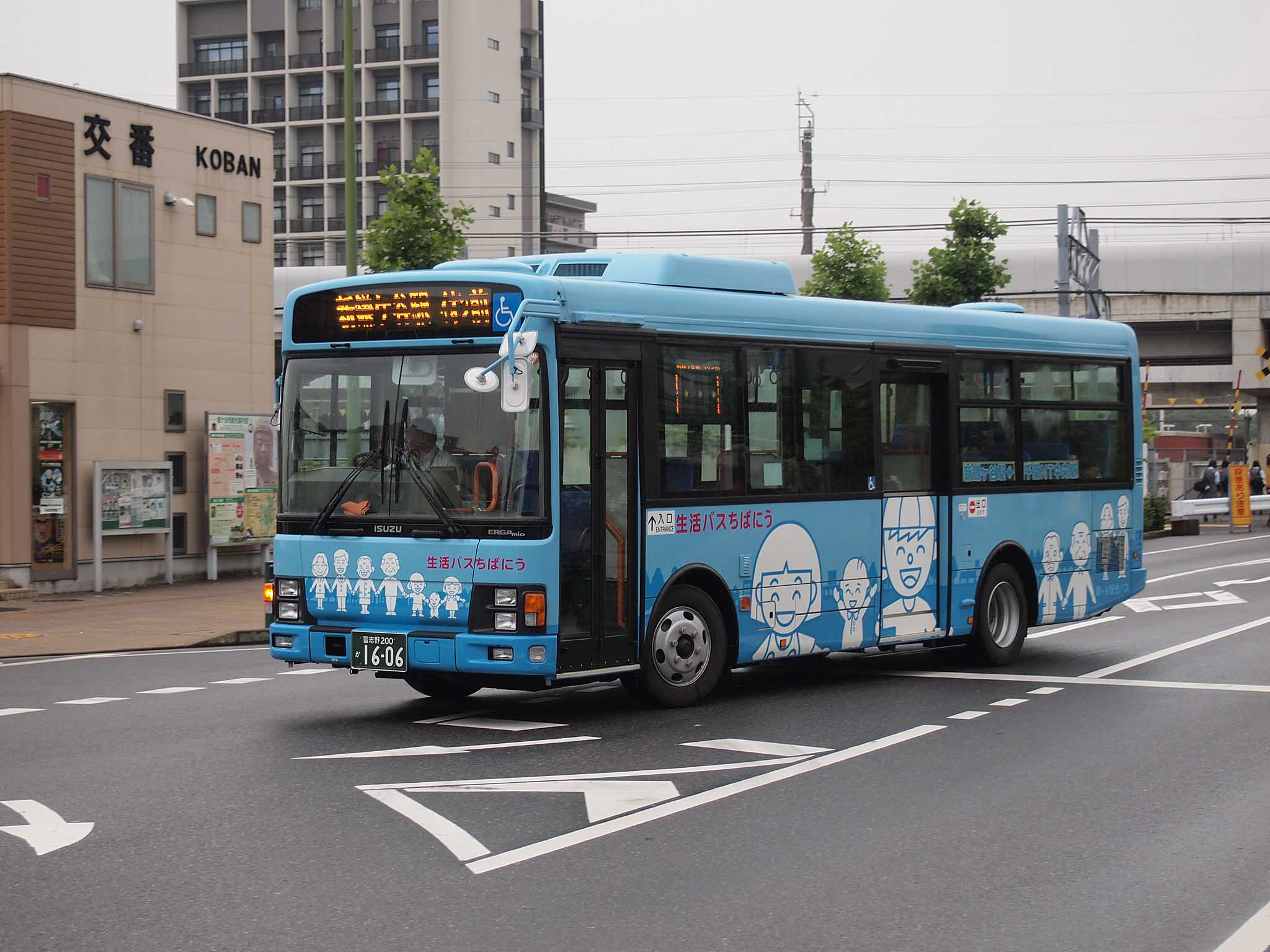
生活バスちばにう
（いすゞ・エルガミオ）

北総鉄道北総線（および成田スカイアクセス線）が高額運賃で問題となっていたことを背景に、住民参加型路線として、地元住民の提案を受けて鉄道より低運賃で運行されたバス。
2013年（平成25年）10月に印西市の住民グループが鎌ヶ谷観光バスの協力を得て、高花地区（千葉ニュータウン中央駅より2 - 3kmの地区）から新鎌ヶ谷駅間の直行バス運行の社会実験を実施した。この結果を受け、翌2014年（平成26年）4月の運行開始を目指したが、実際の運行開始は同年6月9日からとなった。
千葉ニュータウン中央駅 - 新鎌ヶ谷駅間では、北総線・成田スカイアクセス線の運賃が560円のところ、運賃300円の設定で需要喚起を図っていた。
2017年（平成29年）7月からは北環状線ルートと牧の原ルートの2路線が加わり、直行便と合わせて計3路線で運行されていた。しかし、利用者減少や乗務員不足を理由に、2023年（令和5年）1月からは北環状線ルートを平日も土休日ダイヤでの運行とし、直行便と牧の原ルートは全日運休とした。さらに2024年（令和6年）6月には残った北環状線ルートも1日1往復にまで減便された。同年7月、利用者減少や乗務員不足、燃料代高騰などを理由に、同年9月末をもって運行を取りやめる方針であると報じられ、同年9月30日をもって運行を終了した。
運賃支払いは現金または専用回数券（2024年5月31日販売終了）、専用定期券のみで、導入コスト削減のため、交通系ICカードの利用はできず、現金支払いの場合も車内両替機を設置していなかった。
車両は主にいすゞ・エルガミオを使用し、ほかに日野・ポンチョも在籍していた。外観デザインは水色に老人・大人・子供の三世代の人々が手をつなぐイラストを配したものになっていた。
なお、北総鉄道と同じ京成グループに属するちばレインボーバスは、生活バスちばにうへの対抗策として、生活バスちばにうに先駆けて2014年5月17日から、高花線の土休日の一部便に限り、千葉ニュータウン中央駅 - 新鎌ヶ谷駅間を延長した。

#### ルート
直行ルート
- 千葉ニュータウン中央駅北口 - 新鎌ヶ谷駅南口（直通）

生活バスちばにうとして最初に開設された路線。北総線・成田スカイアクセス線と完全に並行している国道464号を経由し、途中停留所のない直行バス。
平日（月曜日 - 金曜日）のみの運行で、道路混雑による定時性の点から土曜日・日曜日は運休とされた。運行当初は朝夕は1時間当たり2本、日中は1時間当たり1本で、1日の運転本数は千葉ニュータウン中央発23本、新鎌ヶ谷発22本（当初はそれぞれ24本、23本の計画だった）。月曜日 - 金曜日が祝日となる場合は1日10往復の祝日ダイヤでの運行であったが、北環状線ルート開業以降は減便傾向にあり、2022年9月1日時点の運行本数は、平日のみ8往復となっていた。2023年1月16日より運休、運行再開されないまま2024年9月30日をもって廃止。
北環状線ルート
- 千葉ニュータウン中央駅北口 - 小倉台郵便局 - （小室駅北口） - 白井市役所 - 白井駅北口 - 西白井駅北口 - 新鎌ヶ谷駅南口

牧の原循環ルートとともに2017年7月開設。千葉県道189号千葉ニュータウン北環状線を経由し、途中停留所を設けた。2022年9月1日より一部便が小室駅北口へ乗り入れを開始し、運行区間内に位置する北総線の全ての駅から利用可能となった。2023年1月16日より全便が土休日ダイヤでの運行となり、また他ルートの運休により唯一の運行ルートとなった。2024年6月22日より1日1往復のみに減便。2024年9月30日をもって廃止。
3路線で運行していた当時は、土曜・日曜を含む毎日運行され、直行ルートが運休する土休日には当ルートが代替していた。また、千葉ニュータウン中央駅で牧の原循環ルートとの乗り換えを考慮したダイヤが組まれていた。
牧の原循環ルート
- 千葉ニュータウン中央駅北口 → グッドマンビジネスパーク → 印西牧の原駅北口 → 西の原小学校 → グッドマンビジネスパーク → 千葉ニュータウン中央駅北口

2017年7月開設。当初は土休日も運行されていたが、2020年7月20日のダイヤ改正により平日のみの運行となった。2023年1月16日より運休、運行再開されないまま2024年9月30日をもって廃止。